# Medal Królowej za Odwagę
Medal Królowej za Odwagę (ang. Queen's Gallantry Medal, w skrócie QGM) – brytyjski medal, ustanowiony 20 czerwca 1974. Jest trzecim w hierarchii odznaczeniem cywilnym za odwagę, po Krzyżu Jerzego i Medalu Jerzego.

## Zasady nadawania
Medal jest nadawany za czyny dzielności, które nie kwalifikują się do nagrodzenia Medalem Jerzego. Medal może otrzymać osoba cywilna (zarówno obywatel brytyjski, jak i obcokrajowiec), jak również wojskowa, jeśli wykazała się dzielnością inną niż w bezpośredniej styczności z nieprzyjacielem.
Pierwotnie medal nie był nadawany pośmiertnie. Przepisy zmieniły się jednak w listopadzie 1977 i od tego czasu nadania pośmiertne są możliwe. Medal może być nadany wielokrotnie.
Do chwili obecnej (listopad 2012) medal otrzymało około 1000 osób.

## Opis medalu
Medal jest wykonany ze srebra, 36 mm (1,42 cala) średnicy, z nazwiskiem nagrodzonego wygrawerowanym na rancie medalu.
Awers: wizerunek Elżbiety II, otoczony napisem ELIZABETH II DEI GRATIA REGINA F : D. Rewers: napis THE QUEEN'S GALLANTRY MEDAL, zwieńczony koroną i otoczony laurowym wieńcem.
Medal zawieszony jest ciemnoniebieskiej wstążce z szarym paskiem pośrodku, przedzielonym różowym prążkiem.
Kolejne nadanie odznaczenia jest zaznaczane poprzez nałożenie srebrnego okucia (belki) na wstążkę. Na baretkę nakłada się srebrną rozetkę w kształcie heraldycznej róży.